# Der Profi
Der Profi (Originaltitel: Le Professionnel) ist ein 1981 veröffentlichter französischer Actionfilm mit Jean-Paul Belmondo in der Hauptrolle. Regie führte Georges Lautner. Das Drehbuch schrieben Michel Audiard, Georges Lautner und Jacques Audiard. Der Film basiert auf dem Roman Death of a Thin Skinned Animal (deutsch: Eine Kugel für den Teufel) von Patrick Alexander.
Ennio Morricone komponierte die Musik. Die Titelmelodie „Chi Mai“ wurde zu einem Instrumentalhit.

## Handlung
Der französische Geheimagent Josselin „Joss“ Beaumont wird in das afrikanische Land Malagawi geschickt, um den dortigen Diktator und Präsidenten N'Jala zu töten. Bevor es dazu kommt, ändern sich die politischen Interessen in Frankreich plötzlich und die Tötung des malagawischen Präsidenten ist nun nicht mehr erwünscht. Da es zu spät ist, Beaumont von seinem Auftrag abzuhalten, wird er vom französischen Geheimdienst verraten und von den malagawischen Behörden verhaftet. Er wird unter Drogen vor Gericht gestellt und in einem Schauprozess zu lebenslanger Zwangsarbeit in einem Arbeitslager verurteilt. 
Nach zwei Jahren gelingt Beaumont die Flucht mit Hilfe eines einheimischen Mitgefangenen, der auf der Flucht getötet wird. Beaumont kehrt nach Frankreich zurück, um sich zu rächen. Er hält an seinem Auftrag fest, den malagawischen Präsidenten zu töten, der in den nächsten Tagen in Frankreich als Staatsgast erwartet wird. Beaumont teilt seinem ehemaligen Vorgesetzten Colonel Martin seine Absicht mit einem verschlüsselten Telegramm mit. Da dies einen schweren diplomatischen Konflikt verursachen würde, versucht Martin nun alles, seinen früheren Agenten an der Ausführung seines Plans zu hindern. Der französische Geheimdienst setzt Agenten auf ihn an. Insbesondere Kommissar Rosen, der ehrgeizige Chef einer rüden Sondereinheit, tut sich dabei hervor. Rosen setzt mit seinen Leuten zunächst Beaumonts Frau massiv unter Druck, um dessen Aufenthaltsort zu erfahren. Doch Beaumont hat dies vorausgesehen. Als Clochard verkleidet gelangt er in seine Wohnung und kann dort Rosen und dessen Leute austricksen. Anschließend verprügelt Beaumont in einer Bar Inspektor Farges als Vergeltung für dessen rüde Behandlung von Beaumonts Frau.
Beaumont macht sich in einem Hotel an die Lieblingsprostituierte des Präsidenten heran und zieht sie auf seine Seite. Erneut entwischt er dabei dem französischen Geheimdienst. Rosen tobt und schlägt vor, Beaumont zu beseitigen. Martin schaltet sich ein und warnt Beaumont. Nur wenn er von seinem Auftrag abrücke, könnten alle Beteiligten das Gesicht wahren. Rosen jedoch liegt erneut auf der Lauer. Nach einer wilden Auto-Verfolgungsjagd durch Paris stellt Beaumont sich Kommissar Rosen. Es kommt zu einem Pistolenduell, bei dem Beaumont schneller zieht. Er nimmt dem toten Kommissar dessen Dokumente ab und hängt der Leiche seine eigene Erkennungsmarke um, so dass der Geheimdienst glaubt, Beaumont sei erledigt.
Farges wird beauftragt, den vermeintlich toten Beaumont im Leichenschauhaus zu identifizieren. Dabei bringt Beaumont Farges in seine Gewalt und gelangt durch dessen unfreiwillige Mithilfe in das schwer bewachte Schloss, in das der malagawische Präsident N'Jala von den französischen Sicherheitskräften gebracht wurde. Es scheint, als könne Beaumont seinen damaligen „Auftrag“ doch noch zu Ende führen. Er bedroht den Präsidenten, doch plötzlich überlässt er ihm seine Pistole. Währenddessen liegt Farges mit einem Scharfschützengewehr auf der Lauer. Als N'Jala mit der Waffe in der Hand durch ein Fenster sichtbar wird, hält Farges ihn für Beaumont und erschießt ihn.
Beaumont beabsichtigt das Schloss nun unbescholten zu verlassen und geht auf den zum Abflug bereit stehenden Hubschrauber zu, mit dem die Lieblingsprostituierte des ermordeten Präsidenten eingeflogen worden war. Martin telefoniert währenddessen hektisch mit dem französischen Innenminister, der schließlich den Schießbefehl gibt. So wird Beaumont, kurz bevor er den Hubschrauber erreicht, von Farges erschossen.

## Hintergrund
Der Drehort der in Afrika spielenden Außenszenen war das französische Naturschutzgebiet Camargue. Das Land Malagawi, in das der Protagonist geschickt wird, ist fiktiv. Das Schloss am Ende des Films, in dem der Präsident einquartiert wurde, ist Schloss Maintenon in Eure-et-Loir. Der Film startete am 8. Januar 1982 in den bundesdeutschen Kinos. In Frankreich wurden insgesamt über 5 Millionen Kinobesucher gezählt.

## Kritiken
„Lautners Belmondo-Film ist eine routinierte Hau-ruck-Mischung aus Agenten- und Unterweltfilm, der die menschenverachtenden Methoden von Politikern und Geheimdiensten anprangern will, selbst aber in Fragen der Gewaltdarstellung nicht gerade zimperlich ist.“

„Vom Zahn der Zeit angenagter Reißer, doch Belmondo ist so professionell wie Morricones Musik. Fazit: Sattsam bekannte Macho-Ballade.“

„Georges Lautner drehte den packenden, teilweise brutalen Spionagethriller, den er ganz auf Frankreichs Action-Star Jean-Paul Belmondo zuschnitt. Brillant: die Musik von Ennio Morricone.“

## Deutsche Bearbeitung
Die Deutsche Fassung entstand unter der Regie von Rainer Brandt, der auch in diesem Film Belmondo in seinem gewohnten Schnodderdeutsch synchronisierte ("Gestatten: Beaumont - Spionage und Schnauzenpolierer.").

## Auszeichnungen
- 1982: Nominierung von Ennio Morricone beim französischen Filmpreis César für die beste Filmmusik.[8]
- 1983: Gewinn einer Goldenen Leinwand.[8]

## Nachwirkung
In dem Film Asterix & Obelix: Mission Kleopatra gibt es einige Anspielungen auf den Profi. Aber auch der russische Film Bumer und der serbische Film Klopka – Die Falle orientieren sich an der Klangmontage des Films.